# Seaboard Air Line Railroad
Die Seaboard Air Line Railroad (kurz SAL) war eine US-amerikanische Eisenbahngesellschaft, die zwischen dem 10. April 1900 und dem 1. Juli 1967, als sie mit der Atlantic Coast Line Railroad, einer langjährigen Konkurrentin, zur Seaboard Coast Line Railroad fusionierte, mehrere Eisenbahnstrecken im Osten des Landes betrieb. Die Zentrale des Unternehmens war in Richmond (Virginia).

## Geschichte

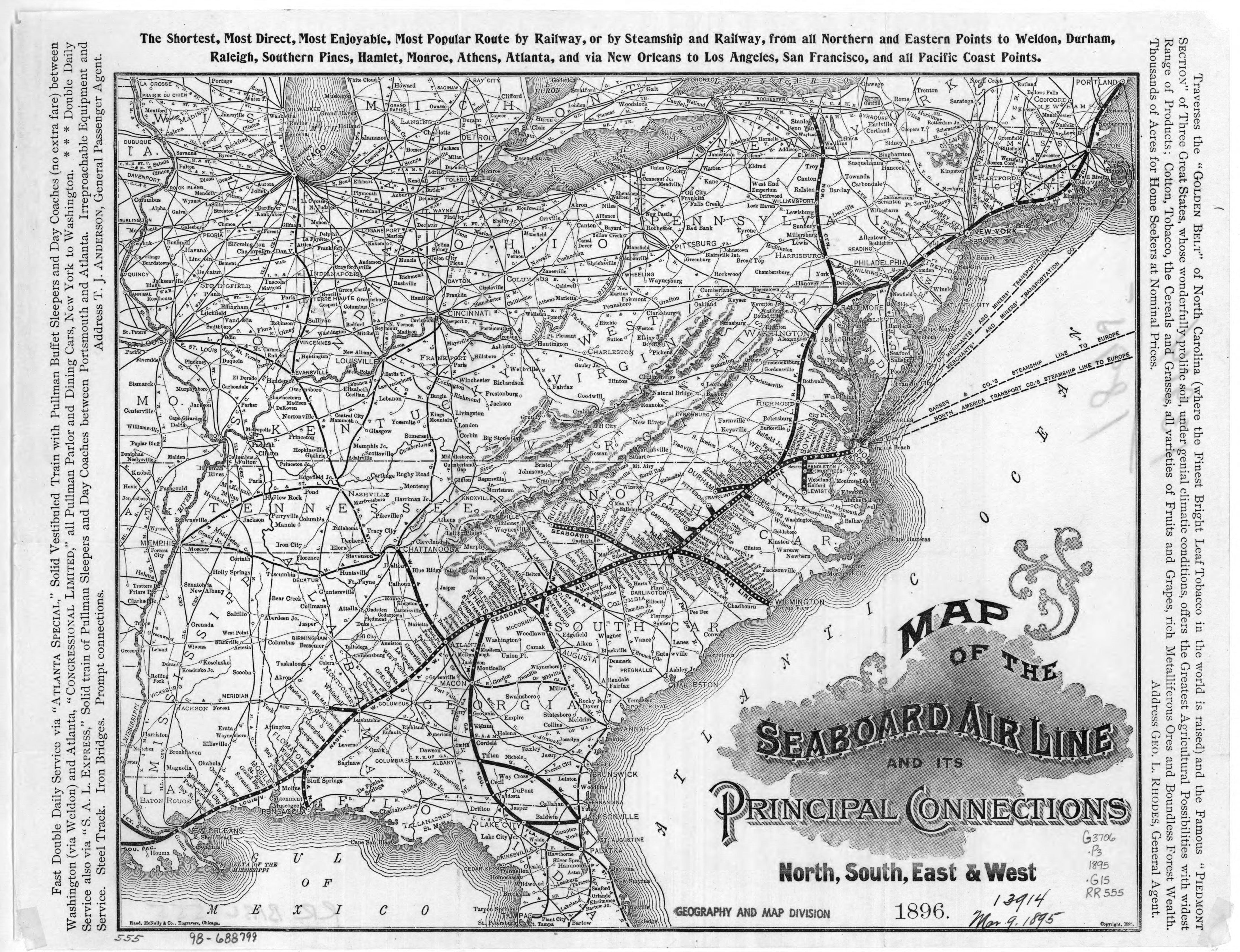
Das Streckennetz der SAL von 1896

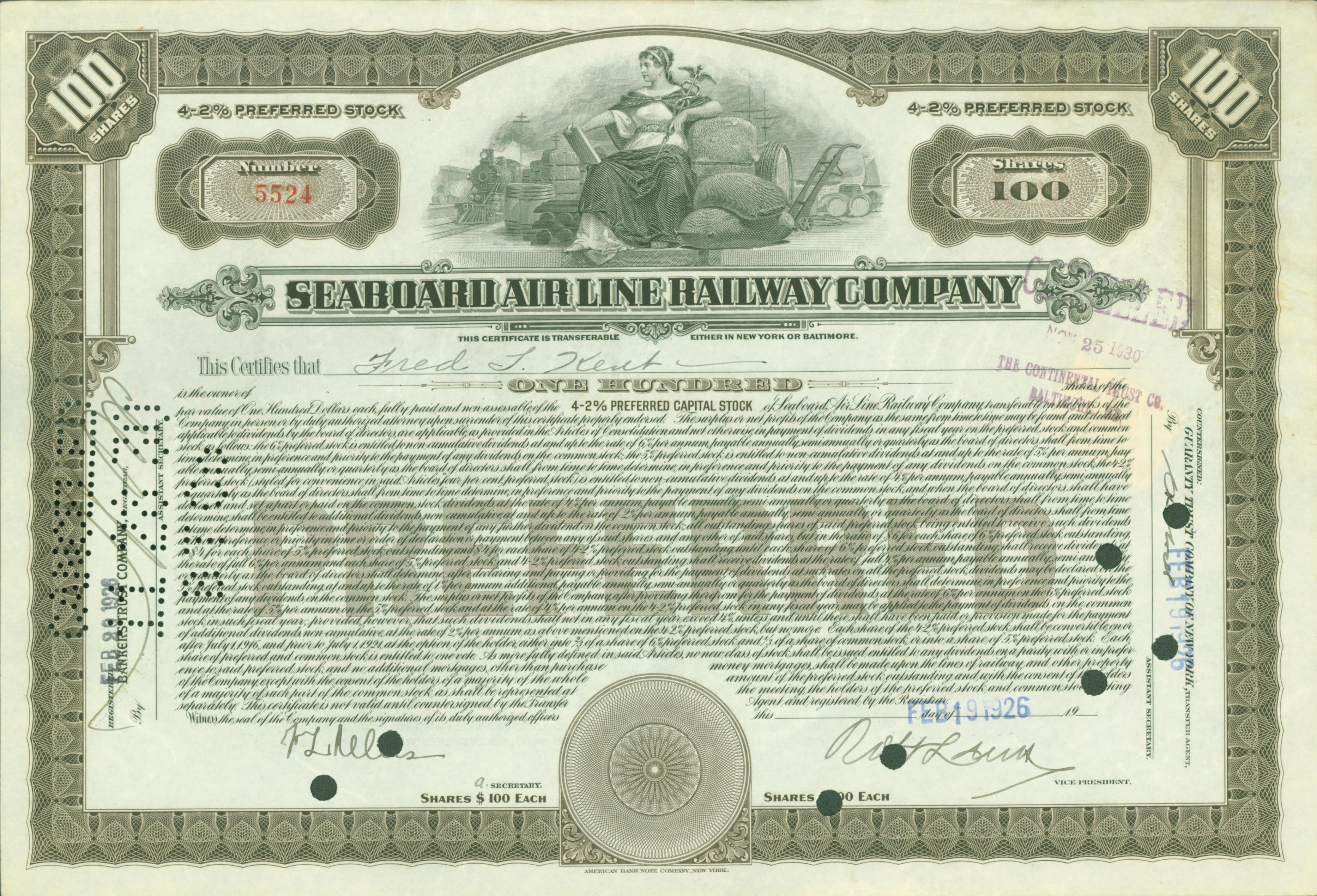
Vorzugsaktie der Seaboard Air Line Railway Company vom 19. Februar 1926

Die ersten Teile des SAL-Streckennetzes wurden 1835 von der Portsmouth and Weldon Railroad im Südosten Virginias und Nordosten North Carolinas in Betrieb genommen. Damals wurde der Hafen von Weldon in North Carolina am Roanoke River mit dem Hafen von Portsmouth (Virginia) verbunden. Später wurde die Bahngesellschaft in Portsmouth and Roanoke Railroad und noch später in Seaboard and Roanoke Railroad umbenannt.
Die Hauptstrecke der SAL, heute hauptsächlich im Besitz von CSX Transportation, wurde von folgenden Bahngesellschaften erbaut:
- Richmond, Petersburg and Carolina Railroad, Richmond nach Norlina (die unmittelbare Vorgängergesellschaft der SAL)
- Raleigh and Gaston Railroad, Norlina nach Raleigh
- Raleigh and Augusta Air-Line Railroad, Raleigh nach Hamlet
- Palmetto Railroad, Hamlet nach Cheraw
- Chesterfield and Kershaw Railroad, Cheraw nach Camden
- Vorgänger der Florida Central and Peninsular Railroad:
  - South Bound Railroad, Camden nach Savannah
  - Florida Central and Peninsular Railroad Savannah zur Grenze Georgia/Florida
  - Florida Northern Railroad, Grenze nach Yulee
  - Fernandina and Jacksonville Railroad, Yulee nach Jacksonville
  - Florida, Atlantic and Gulf Central Railroad, Jacksonville nach Baldwin
  - Florida Railroad, Baldwin nach Waldo
  - Florida Transit and Peninsular Railroad, Waldo nach Tampa